# オレンジ・カウンティ・チョッパーズ
オレンジ・カウンティ・チョッパーズ（Orange County Choppers 、OCC）は、ニューヨーク州オレンジ郡に本社をおくオートバイメーカーである。1999年にポール・タトル・シニアとポール・タトル・ジュニアにより設立された。
2002年からディスカバリーチャンネルにて、工房を舞台としたコメディータッチのドキュメンタリー番組「アメリカンチョッパー」が放送されている。

## スタッフ
- ポール・タトル・シニア
- ポール・タトル・ジュニア
- マイケル・タトル
- ビニー・ディマルティノ
- リック・ペトコ
- ジェイソン・ポール
- コーディ・コノリー
- ニック・ハンスフォード
- クリスチャン・ウェルター